# Rosalie de Constant
Rosalie de Constant, född 31 juli 1758 i Saint-Jean, Genève, död 27 november 1834 i Genève, var en schweizisk naturalist och illustratör. Hon är känd för sitt efterlämnade illustrerad herbarium på över 1 200 sidor samt för sin korrespondens med bland andra sin kusin Benjamin Constant.